# Iquira
Iquira è un comune della Colombia facente parte del dipartimento di Huila.
Il centro abitato venne fondato da Francisco Martínez de Ospina nel 1694, mentre l'istituzione del comune è del 1887.